# José Marín Aragón
Marín  Aragón est un nom espagnol. Le premier nom de famille, en général paternel, est Marín ; le second, en général maternel, souvent omis, est Aragón.
José Marín Aragón, né le 28 mars 2001 à Mijas, est un coureur cycliste espagnol.

## Biographie
Originaire de Mijas, José Marín Aragón a d'abord joué au football avant de passer au cyclisme. Dans les catégories de jeunes, il pratique le VTT. Il devient aussi vice-champion d'Andalousie sur route chez les juniors en 2019. Deux ans plus tard, il se distingue en remportant le contre-la-montre inaugural du Tour de Madrid Espoirs. Il évolue alors sous les couleurs d'un club navarrais. 
Lors de la saison 2022, il se fait de nouveau remarquer sur le Tour de Madrid Espoirs en terminant quatrième du classement général, avec le titre de meilleur grimpeur. Il termine par ailleurs deuxième du championnat d'Espagne sur route espoirs. La même année, il obtient diverses places d'honneur dans des courses basques. Après ses performances, il intègre la réserve de l'équipe Caja Rural-Seguros RGA en 2023, avec pour objectif de passer professionnel. Sa progression est cependant entravée par des problèmes de santé. 
En 2024, il porte successivement les couleurs de NIPPO-EF-Martigues, puis du Grupo Eulen (au Pays basque). Son meilleur résultat dans les courses par étapes est une sixième place au classement final du Tour d'Estrémadure. Fin décembre, il parvient finalement à signer un premier contrat professionnel avec l'équipe continentale Illes Balears-Arabay, qu'il doit rejoindre en 2025.

## Palmarès et résultats

### Palmarès par année
- 2019
  - 2e du championnat d'Andalousie sur route juniors
- 2021
  - 1re étape du Tour de Madrid Espoirs (contre-la-montre)
- 2022
  - 2e du championnat d'Espagne sur route espoirs
  - 2e de la Prueba Loinaz
  - 3e du Laukizko Udala Saria
  - 3e du Mémorial Zunzarren
  - 3e de la Subida a Gorla
  - 3e du Dorletako Ama Saria

### Classements mondiaux
| Année           | 2022 |
| --------------- | ---- |
| UCI Europe Tour | 907e |